# Yrast
Yrast (/ˈɪræst/ IRR-ast, Sueco: [ˈy̌ːrast]) é uma palavra da língua sueca empregue como termo técnico em física nuclear para se referir a um estado de um núcleo atômico com a menor energia de excitação possível para um dado momento angular. O núcleo em um estado Yrast é "frio" porque sua energia de excitação está (quase) inteiramente na energia rotacional.
Yr é um adjetivo sueco que compartilha a mesma raiz do inglês whirl (que quer dizer turbilhão, em português). Yrast é o superlativo de yr e pode ser traduzido como girando, embora signifique literalmente "mais tonto" ou "mais confuso". Os níveis de yrast são vitais para a compreensão de reações nucleares, como colisões de íons pesados fora do centro, que resultam em estados de alta rotação.
Os estados Yrast dão a oportunidade de estudar a matéria nuclear sob condições extremas com altas forças centrífugas e de Coriolis. Por exemplo: alguns isótopos superpesados (como copernício-285) têm isômeros de vida mais longa com meias-vidas da ordem de minutos. Estes podem ser yrasts, mas o momento angular exato e a energia são muitas vezes difíceis de determinar para esses nuclídeos.
Yrare é o comparativo de yr e é usado para se referir ao segundo estado menos energético de um determinado momento angular.